# Svartbröstad sparv
Svartbröstad sparv (Peucaea humeralis) är en fågel i familjen amerikanska sparvar inom ordningen tättingar. Den är endemisk för Mexiko. Arten minskar i antal, men listas ändå som livskraftig av IUCN.

## Utseende och läte
Svartbröstad sparv är en medelstpr (15–15,5 cm), prydligt tecknad sparv. Huvudet är svartaktigt med en vit fläck på tygeln och vitt mustaschstreck. Den vita strupen kantas av ett tunt svart strupsidestreck och ett svart bröstband. Ovansidan är rostbrun med mörkare bruna fläckar, mot övergump och undre stjärttäckare olivbrun. Stjärten är svartbrun, liksom vingovansidan, med ljusare bruna fjäderkanter och två vitaktiga vingband. Undersidan är vitaktig, med kanelbrun anstrykning på flanker och undre stjärttäckare. Ögat är brunt och näbben svart ovantill men blågrå undertill. Benen är ljusskära.

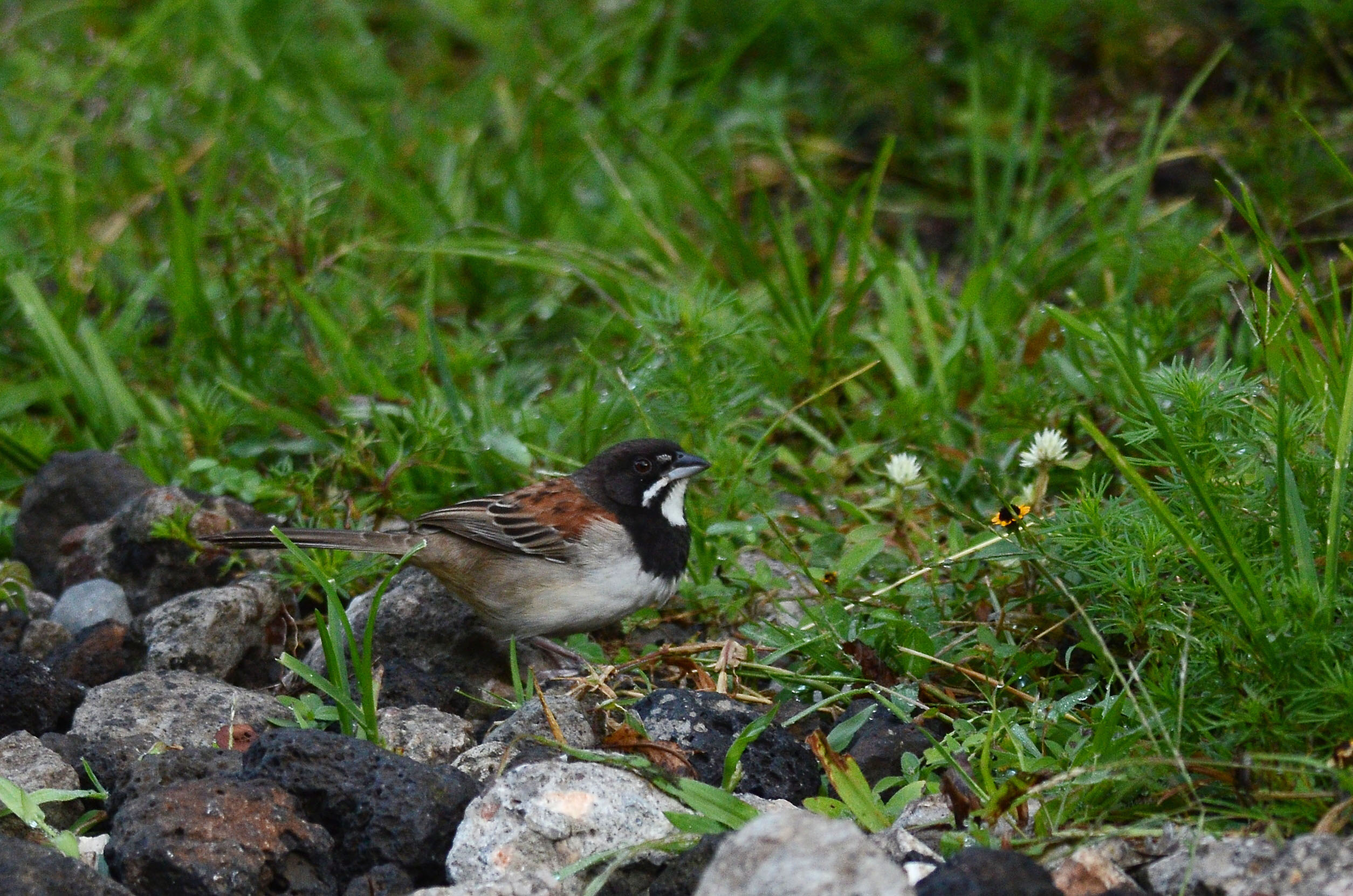

Sången, som ibland framförs i duett, är vanligen ett ljust fylligt kvitter som föregås av några inledningstoner, i engelsk literatur återgiven som "bzz, bzz, bzz, t-chip ichip tip-i-see". Den har även en mer tjattrig variant som pågår i 1,5–2 sekunder eller en mjuk viskande sång. Bland lätena hörs "pit-za", "chip" och tunna "tzeet".

## Levnadssätt
Svartbröstad sparv hittas i torra törnskogar och snår från nära havsnivån till cirka 1500 meters höjd. Födan är dåligt känd. Åtminstone under häckningssäsongen tar den mestadels animalisk föda, framför allt insekter, men även frön och frukt. Den födosöker oftast i trädtaket där den plockar insekter likt en vireo. Fågeln ses enstaka eller i par, sällan i större grupper.

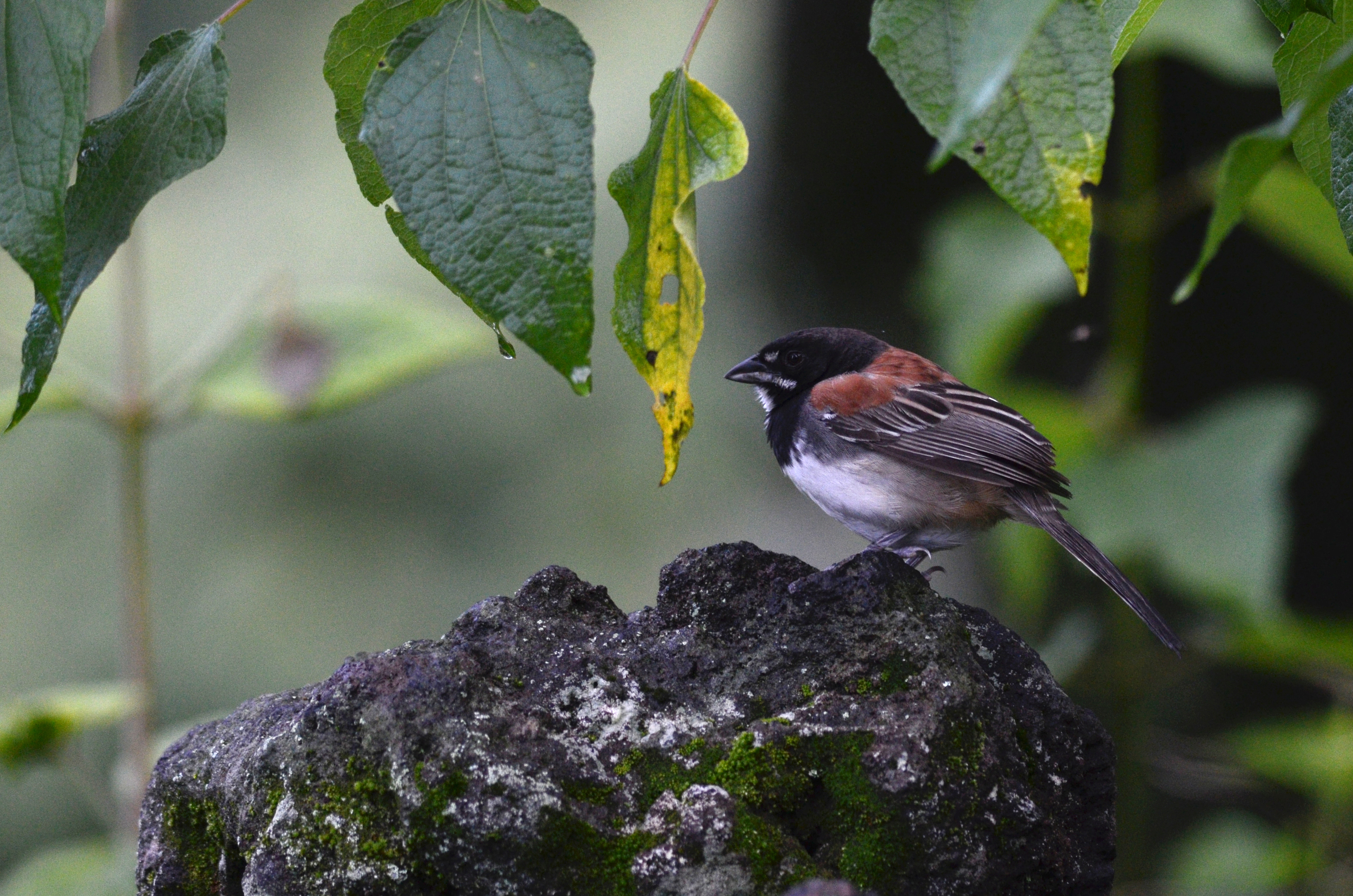

### Häckning
Svartbröstad sparv häckar mellan maj och september. Den lägger troligen två kullar, möjligen fler. Arten verkar vara monogam. Boet av torrt gräs och kvistar, ofta med ett litet tak av gräs, placeras på eller nära marken i skyddande vegetation. Däri lägger den vitblå ägg med mörka fläckar.

## Utbredning och systematik
Arten är endemisk för Mexiko där en påträffas i arida högländer i sydvästra delen av landet, från Jalisco till västra Oaxaca. Den behandlas som monotypisk, det vill säga att den inte delas in i några underarter.

### Släktestillhörighet
Tidigare placerades arten i släktet Aimophila, men genetiska studier visar att arterna i släktet inte är varandras närmaste släktingar.

### Familjetillhörighet
Tidigare fördes de amerikanska sparvarna till familjen fältsparvar (Emberizidae) som omfattar liknande arter i Eurasien och Afrika. Flera genetiska studier visar dock att de utgör en distinkt grupp som sannolikt står närmare skogssångare (Parulidae), trupialer (Icteridae) och flera artfattiga familjer endemiska för Karibien.

## Status
Arten må vara endemisk för Mexiko, men utbredningsområdet är relativt stort. Den minskar i antal dock inte tillräckligt kraftigt för att den ska betraktas som hotad. Internationella naturvårdsunionen IUCN listar därför arten som livskraftig (LC). Beståndet uppskattas till i storleksordningen 20 000 till 50 000 vuxna individer.